# بريميوم تايمز
بريميوم تايمز (بالإنجليزية: Premium Times) هي صحيفة رقمية نيجيرية مقرها في أبوجا، عاصمة نيجيريا. تم إطلاق الصحيفة عام 2011. تتميز الوسيلة عبر الإنترنت بالصحافة الاستقصائية والتقارير، من بين مجالات أخرى.